# Украдене щастя (фільм, 1952)
«Украдене щастя» — український художній фільм-вистава, екранізація однойменної п'єси Івана Франка «Украдене щастя» в постановці Київського Державного ордена Леніна Академічного Українського драматичного театру ім. Івана Франка. Фільм зрежисований Гнатом Юрою та вироблений на Київській кіностудії художніх фільмів на замовлення Центральної студії телебачення.
Фільм вперше було продемонстровано 1952 року.

## Творчий колектив
- Головний режисер театру: Гнат Петрович Юра, нар. арт. СРСР;
- Художник: Моріц Уманський;
- Композитор: Наум Пруслін, засл.арт. УРСР ;
- Режисер фільму: Ісаак Шмарук;
- Оператор: Володимир Войтенко;

## Акторський склад
- Амвро́сій Максиміліа́нович Бу́чма, нар.арт. СРСР[1] — Микола Задорожний;
- Наталія Михайлівна Ужвій, нар.арт. СРСР — Ганна;
- Віктор Миколайович Добровольський, нар арт. УРСР — Михайло Гурман;
- Микола Федорович Яковченко, засл.арт. УРСР — Війт, сільський староста;
- Нонна Кронідівна Копержинська, засл.арт. УРСР — Сусідка;
- Варвара Пилипівна Чайка, засл.арт. УРСР — Сусідка перша;